# لنسی‌ساتاما

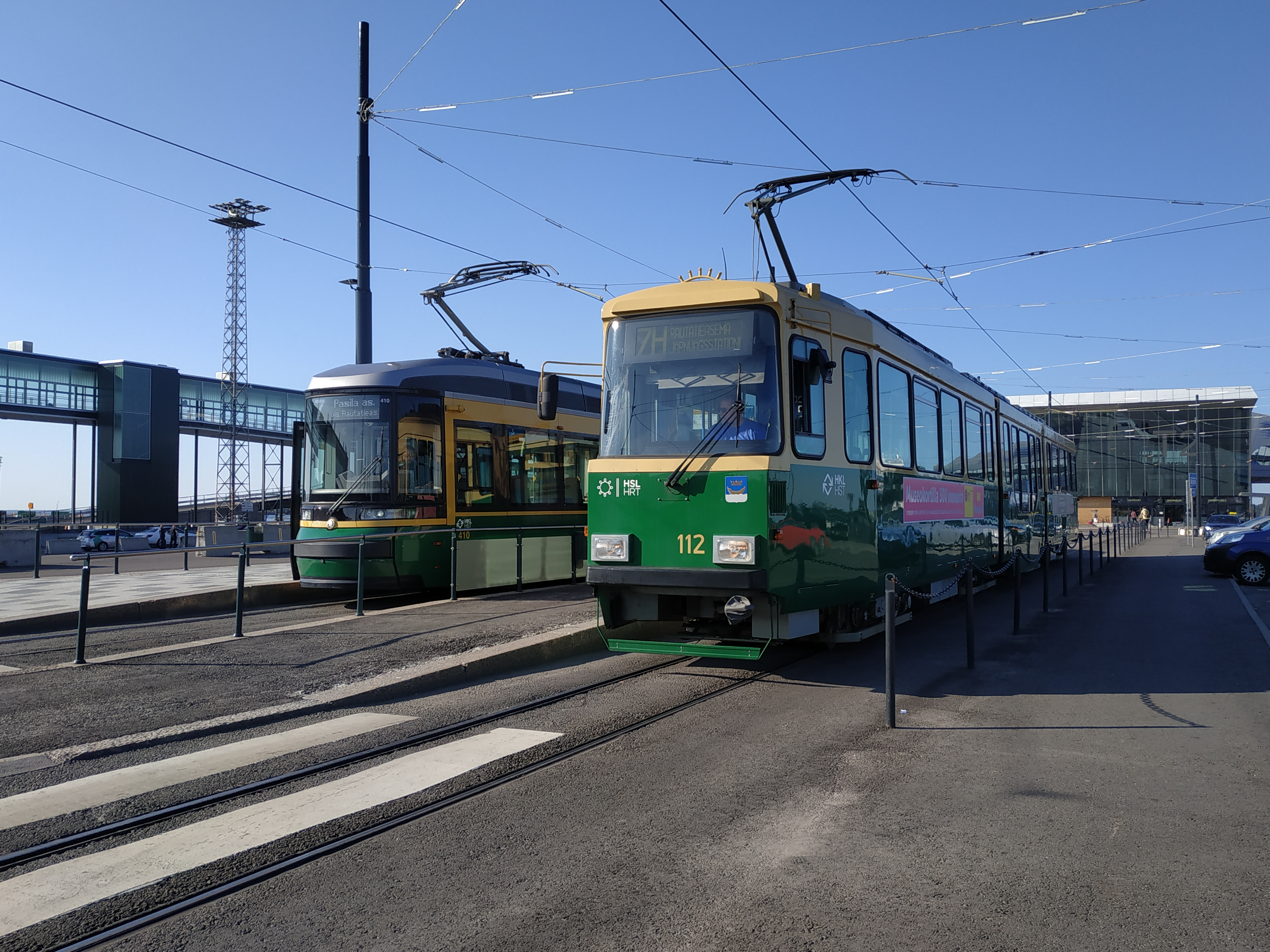
تراموا اشکودا آرتیک (چپ) و والمت (راست) در پایانه ترمینال ۲

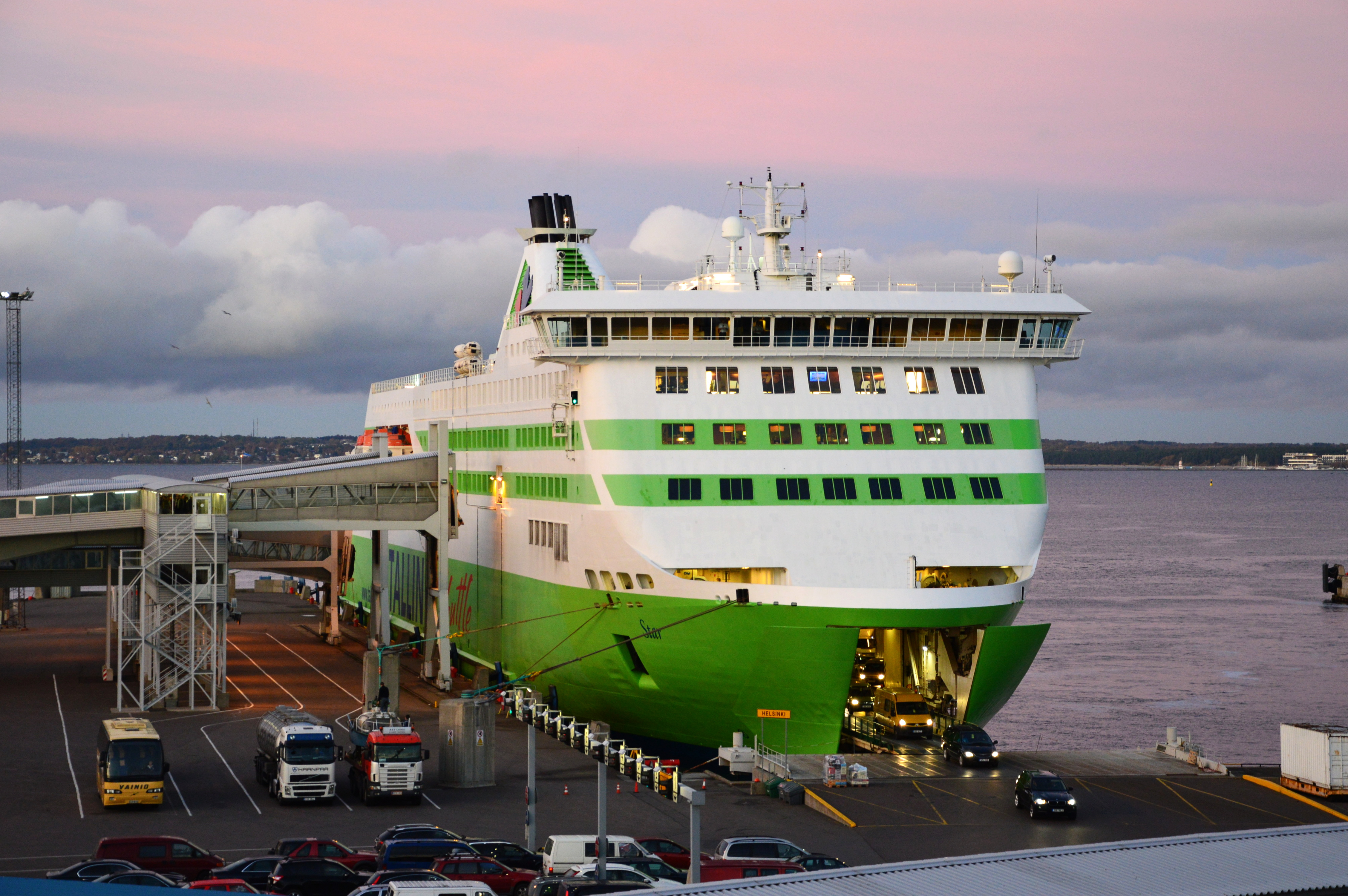
ماشین‌هایی که تالینک تخلیه می‌شوند.

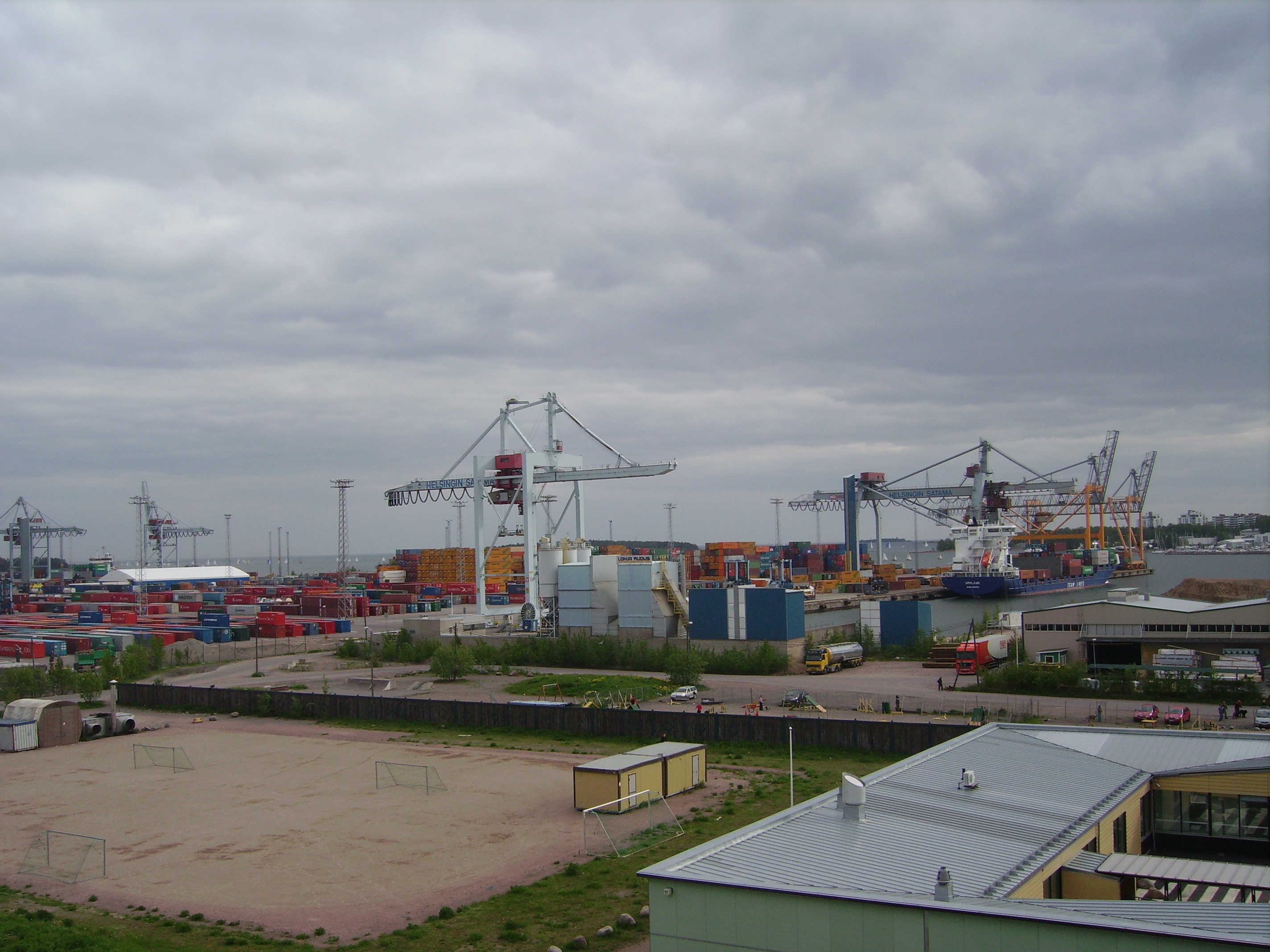
نمایی از بندر لَنْسی‌ساتاما در سال ۲۰۰۶ زمانی که تردد کانتینری هنوز فعال بود.

لَنْسی‌ساتاما (فنلاندی: Länsisatama ,سوئدی: Västra hamnen) مشهور به بندر غربی یک بندر مسافری و باری در منطقه یتکساری هلسینکی، فنلاند است. ناحیه بندری لَنْسی‌ساتاما همچنین شامل اسکله‌ای در سمت غربی هرنساری است که توسط کشتی‌های مسافربری استفاده می‌شود.
در کنار بندر غربی، در محله هرنساری، کارخانه کشتی سازی هلسینکی در هیتالاهتی وجود دارد. با این حال، به عنوان بخشی از منطقه بندر لَنْسی‌ساتاما به حساب نمی‌آید. پایانه‌های مسافربری تراموا هلسینکی ۷ و ۹ در این ناحیه تردد دارند.